# Haplochromis sp. nov. 'frogmouth'
Haplochromis sp. nov. 'frogmouth' é uma espécie de peixe da família Cichlidae.
Pode ser encontrada nos seguintes países: Quénia e Uganda.